# Ligue des Champions féminine de la LEN
La 'Ligue des Champions féminine de la LEN (LEN Women's Champions League) est une compétition européenne organisée par la Ligue européenne de natation (LEN), mettant aux prises les meilleures équipes féminines de water-polo. Elle est créée pour la saison 1987-1988 suivant la formule de la Coupe des champions masculine fondée en 1964.
L'équipe vainqueur est opposée au vainqueur du trophée LEN féminin pour la supercoupe d'Europe.

## Histoire
Créée en 1987 en tant que compétition continentale des clubs de water-polo féminin, disputée entre les champions nationaux des pays européens, elle s'est jouée sous les noms suivants :
- LEN European Cup (1987–1999)
- LEN Champions Cup (1999–2013)
- LEN Euro League Women (2014–2022)
- LEN Champions League Women (depuis 2023)

## Palmarès
| Année                         | Vainqueur (nombre de titres)               | Vice-champion                              | Demi-finalistes                                                  |
| ----------------------------- | ------------------------------------------ | ------------------------------------------ | ---------------------------------------------------------------- |
| Coupe d'Europe de la LEN      |                                            |                                            |                                                                  |
| 1988                          | GZC Donk Gouda                             | Dauphins de Créteil                        | Hungerit Szentes VK et Volturno SC                               |
| 1989                          | GZC Donk Gouda (2)                         | Budapesti Vasutas SC                       | Volturno SC et SG Neukölln Berlin                                |
| 1990                          | ZWV Nereus                                 | Budapesti Vasutas SC                       | SG Neukölln Berlin et Volturno SC                                |
| 1991                          | GZC Donk Gouda (3)                         | Volturno SC                                | SG Neukölln Berlin et Hungerit Szentes VK                        |
| 1992                          | BZC Brandenburg                            | Uralochka Zlatoust                         | Budapesti Vasutas SC et Dauphins de Créteil                      |
| 1993                          | Hungerit Szentes VK                        | Orizzonte Catania                          | GZC Donk Gouda et Uralochka Zlatoust                             |
| 1994                          | Orizzonte Catania                          | ZWV Nereus                                 | Budapesti Vasutas SC et Naftikós Ómilos VouliagménisVouliagménis |
| 1995                          | ZWV Nereus (2)                             | Orizzonte Catania                          | Hungerit Szentes VK et ASPTT Nancy                               |
| 1996                          | ZWV Nereus (3)                             | SKIF MFP Moscou                            | Orizzonte Catania et Olympiakos Le Pirée                         |
| 1997                          | SKIF MFP Moscou                            | ZWV Nereus                                 | Orizzonte Catania et CE Mediterrani                              |
| 1998                          | Orizzonte Catania (2)                      | SKIF MFP Moscou                            | ZWV Nereus et Hungerit Szentes VK                                |
| 1999                          | SKIF MFP Moscou (2)                        | GZC Donk Gouda                             | Orizzonte Catania et Budapesti EAC                               |
| Coupe des Champions de la LEN |                                            |                                            |                                                                  |
| 2000                          | ANO Glyfádas                               | SKIF MFP Moscou                            | Hungerit Szentes VK et Orizzonte Catania                         |
| 2001                          | Orizzonte Catania (3)                      | ANO Glyfádas                               | Uralochka Zlatoust et Hungerit Szentes VK                        |
| 2002                          | Orizzonte Catania (4)                      | Uralochka Zlatoust                         | ANO Glyfádas et Dunaújvárosi FVE                                 |
| 2003                          | ANO Glyfádas (2)                           | Dunaújvárosi FVE                           | Uralochka Zlatoust et Orizzonte Catania                          |
| 2004                          | Orizzonte Catania (5)                      | ANO Glyfádas                               | Dunaújvárosi FVE et NO Vouliagménis                              |
| 2005                          | Orizzonte Catania (6)                      | Kinef Kirichi                              | Dunaújvárosi FVE et SV Blau-Weiss Bochum                         |
| 2006                          | Orizzonte Catania (7)                      | Kinef Kirichi                              | Dunaújvárosi FVE et NO Vouliagménis                              |
| 2007                          | Fiorentina Nuoto                           | Kinef Kirichi                              | ANO Glyfádas et Uralochka Zlatoust                               |
| 2008                          | Orizzonte Catania (8)                      | NO Vouliagménis                            | Fiorentina Nuoto et ZVL Leiden                                   |
| 2009                          | NO Vouliagménis                            | Orizzonte Catania'                         | Kinef Kirichi et Budapest Honvéd                                 |
| 2010                          | NO Vouliagménis (2)                        | Kinef Kirichi                              | Orizzonte Catania et Olympiakos Le Pirée                         |
| 2011                          | CN Sabadell                                | Orizzonte Catania                          | Olympiakos Le Pirée et Kinef Kirichi                             |
| 2012                          | Pro Recco                                  | Naftikós Ómilos VouliagménisVouliagménis   | Kinef Kirichi et Orizzonte Catania                               |
| 2013                          | CN Sabadell (2)                            | Kinef Kirichi                              | Naftikós Ómilos VouliagménisVouliagménis et Egri VK              |
| Euro Ligue de la LEN          |                                            |                                            |                                                                  |
| 2014                          | CN Sabadell (3)                            | Naftikós Ómilos VouliagménisVouliagménis   | Orizzonte Catania et RN Imperia                                  |
| 2015                          | Olympiakos Le Pirée                        | CN Sabadell                                | Kinef Kirichi et UVSE Budapest                                   |
| 2016                          | CN Sabadell (4)                            | UVSE Budapest                              | Kinef Kirichi et Olympiakos Le Pirée                             |
| 2017                          | Kinef Kirichi                              | Olympiakos Le Pirée                        | CN Sabadell et CN Mataró                                         |
| 2018                          | Kinef Kirichi (2)                          | CN Sabadell                                | Orizzonte Catania et UVSE Budapest                               |
| 2019                          | CN Sabadell (5)                            | Olympiakos Le Pirée                        | Naftikós Ómilos VouliagménisVouliagménis et CS Plebiscito Padova |
| 2020                          | Annulée pour cause de pandémie de Covid-19 | Annulée pour cause de pandémie de Covid-19 | Annulée pour cause de pandémie de Covid-19                       |
| 2021                          | Olympiakos Le Pirée (2)                    | Dunaújvárosi FVE                           | UVSE Budapest et Uralochka Zlatoust                              |
| 2022                          | Olympiakos Le Pirée (3)                    | CN Sabadell                                | CS Plebiscito Padova et UVSE Budapest                            |
| Ligue des Champions de la LEN |                                            |                                            |                                                                  |
| 2023                          | CN Sabadell (6)                            | CN Mataró                                  | Orizzonte Catania (3e) et Dunaújvárosi FVE (4e)                  |
| 2024                          | CN Sabadell (7)                            | Olympiakos Le Pirée                        | CN Sant Andreu (3e) et CN Mataró (4e)                            |
| 2025                          | -                                          | -                                          | - et -                                                           |
| 2026                          | -                                          | -                                          | - et -                                                           |

## Bilan

### Par club
| Rang | Club                 | Finales gagnées | Finales gagnées                                | Finales perdues | Finales perdues              |
| Rang | Club                 | Nb              | Saison(s)                                      | Nb              | Saison(s)                    |
| ---- | -------------------- | --------------- | ---------------------------------------------- | --------------- | ---------------------------- |
| 1    | Orizzonte Catania    | 8               | 1994, 1998, 2001, 2002, 2004, 2005, 2006, 2008 | 4               | 1993, 1995, 2009, 2011       |
| 2    | CN Sabadell          | 7               | 2011, 2013, 2014, 2016, 2019, 2023, 2024       | 3               | 2015, 2018, 2022             |
| 3    | Olympiakos Le Pirée  | 3               | 2015, 2021, 2022                               | 3               | 2017, 2019, 2024             |
| 4    | ZWV Nereus Zaandam   | 3               | 1990, 1995, 1996                               | 2               | 1994, 1997                   |
| 5    | GZC Donk Gouda       | 3               | 1988, 1989, 1991                               | 1               | 1999                         |
| 6    | Kinef Kirichi        | 2               | 2016, 2018                                     | 5               | 2005, 2006, 2007, 2010, 2013 |
| 7    | SKIF MFP Moscou      | 2               | 1997, 1999                                     | 3               | 1996, 1998, 2000             |
| -    | NO Vouliagménis      | 2               | 2009, 2010                                     | 3               | 2008, 2012, 2014             |
| 9    | ANO Glyfádas         | 2               | 2000, 2003                                     | 2               | 2001, 2004                   |
| 10   | BZC Brandenburg      | 1               | 1992                                           | 0               | -                            |
| -    | Hungerit Szentes VK  | 1               | 1993                                           | 0               | -                            |
| -    | Fiorentina Nuoto     | 1               | 2007                                           | 0               | -                            |
| -    | Pro Recco            | 1               | 2012                                           | 0               | -                            |
| 14   | Uralochka Zlatoust   | 0               | -                                              | 2               | 1992, 2002                   |
| -    | Dunaújvárosi FVE     | 0               | -                                              | 2               | 2003, 2021                   |
| -    | Budapesti Vasutas SC | 0               | -                                              | 2               | 1989, 1990                   |
| 17   | Dauphins de Créteil  | 0               | -                                              | 1               | 1988                         |
| -    | UVSE Budapest        | 0               | -                                              | 1               | 2016                         |
| -    | CN Mataró            | 0               | -                                              | 1               | 2023                         |
| -    | Volturno SC          | 0               | -                                              | 1               | 1991                         |

### Par nation
| Rang  | Nation   | Finales | Finales | Finales |
| Rang  | Nation   | Gagnées | Perdues | Total   |
| ----- | -------- | ------- | ------- | ------- |
| 1     | Italie   | 10      | 5       | 15      |
| 2     | Grèce    | 7       | 8       | 15      |
| 3     | Espagne  | 7       | 4       | 11      |
| 4     | Pays-Bas | 7       | 3       | 10      |
| 5     | Russie   | 4       | 10      | 14      |
| 6     | Hongrie  | 1       | 5       | 6       |
| 7     | France   | 0       | 1       | 1       |
| Total | Total    | 62      | 62      | 124     |

## Sources
- [PDF] Palmarès des coupes européennes, Ligue européenne de natation, 2007 ; page consultée le 11 octobre 2009.